# 聖公會蔡功譜中學
聖公會蔡功譜中學（英語：Sheng Kung Hui Tsoi Kung Po Secondary School；簡稱「蔡功譜」和「TKP」），為政府津貼文法男女中學之一，由香港聖公會於1982年9月創辦。校舍位於香港紅磡山忠孝街101號。學校原擬名為「牧愛中學」。為答謝蔡世器捐款興建校舍，所以香港聖公會把學校命名為「聖公會蔡功譜中學」以紀念其先翁蔡功譜對聖公會的貢獻。在1998年，聖公會蔡功譜中學隨著母語教學計劃推行而轉型為中文中學至今。

## 學校管理

### 歷任校監
- 1982年至1985年：吳繩武 牧師
- 1985年至2002年：蘇以葆 牧師
- 2002年至2019年：林昍 先生
- 2019年至今：植頌匡 先生

### 歷任校長
- 1981年至1992年：曾陳穗華 女士[2]
- 1992年至2012年：黎李群娣 女士[3]
- 2012年至2016年：梁少儀 女士[4]
- 2016年至2024年：林玉琪 女士[5]
- 2024年至今：曾珮瑜 女士

## 學校發展

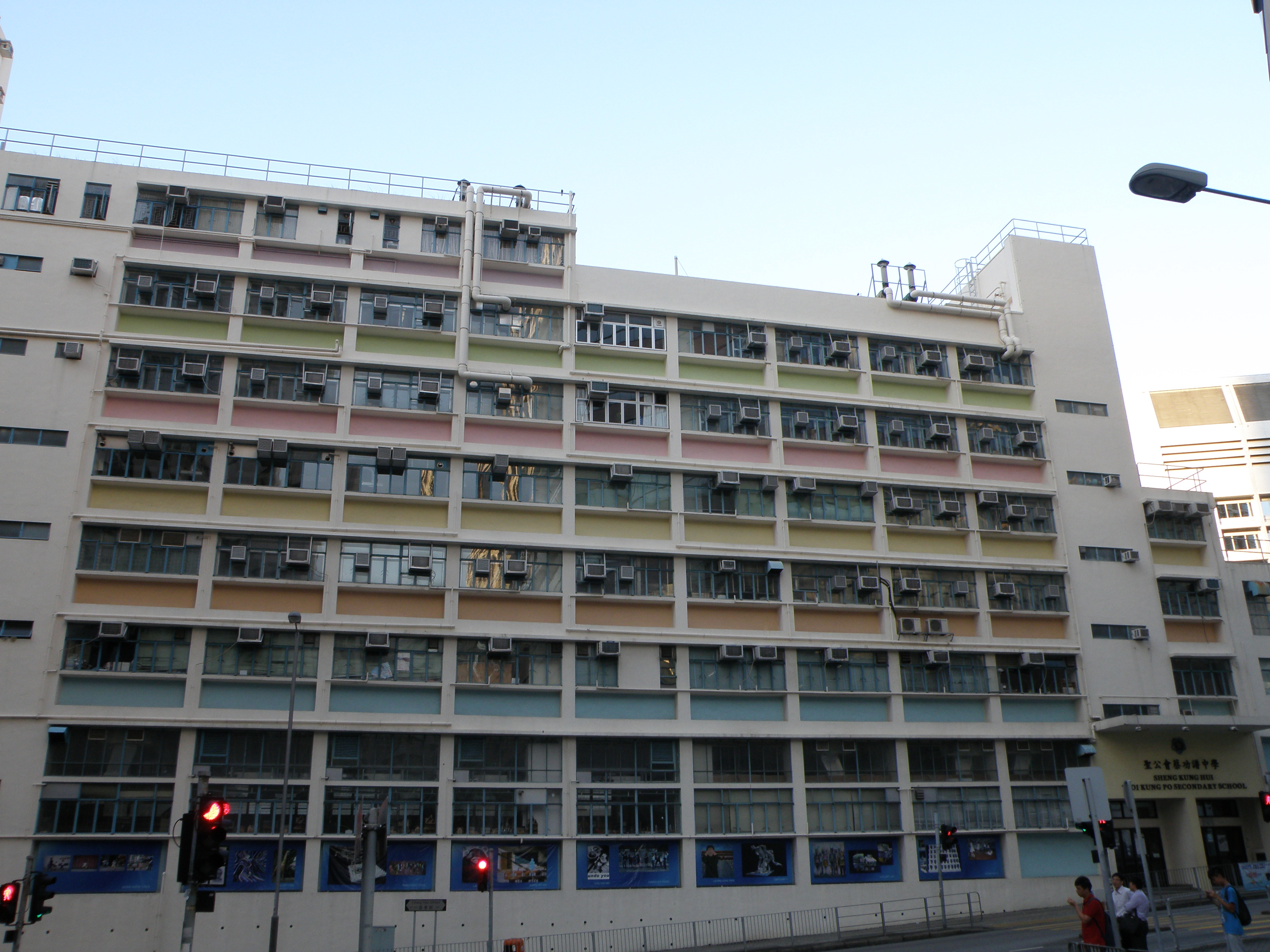
聖公會蔡功譜中學西面

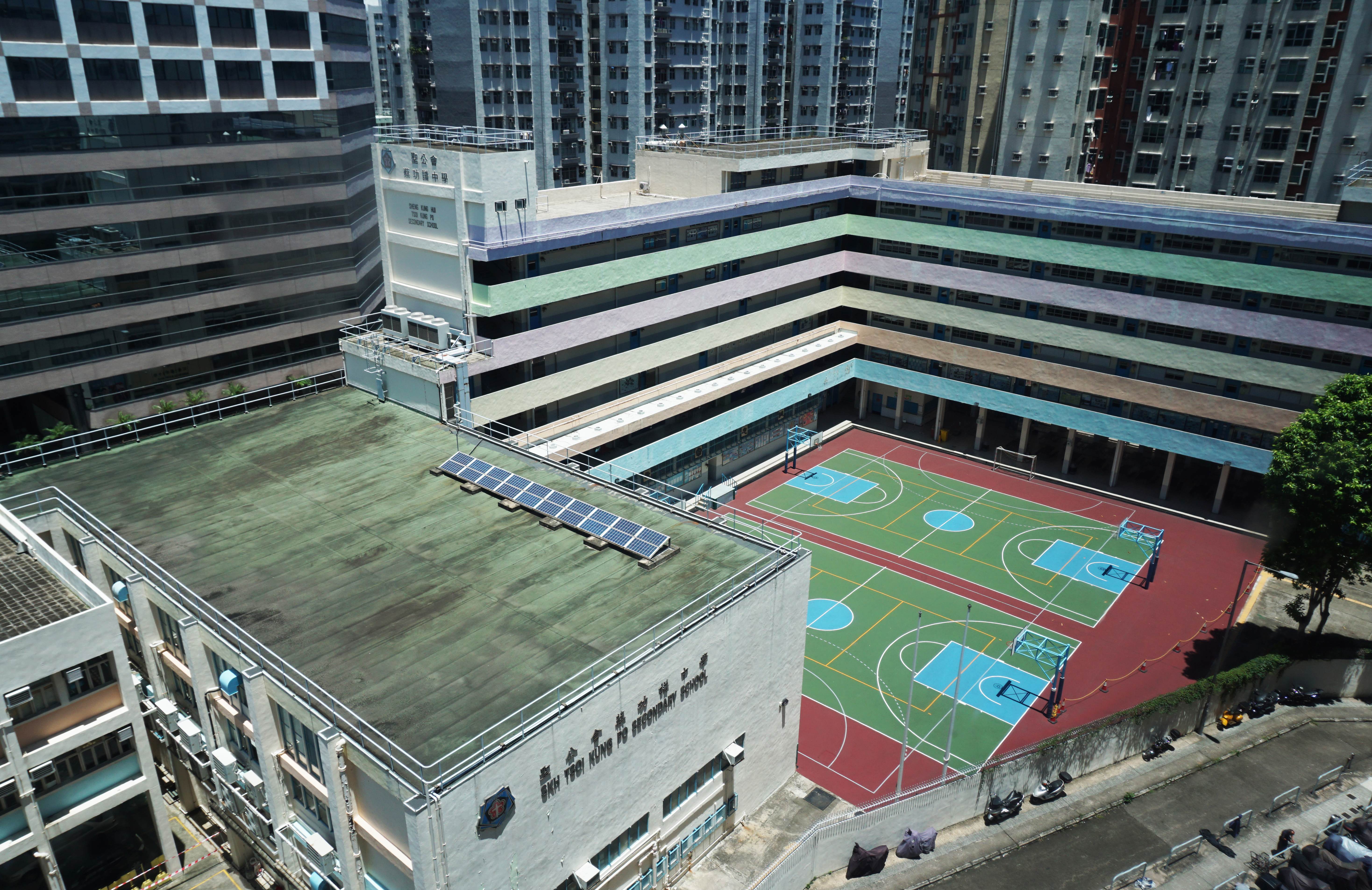
聖公會蔡功譜中學東面

1968年9月，聖公會港澳教區轄下的牧愛堂向教育司署申請興建一所中學。結果在1982年，獲批准於九龍何文田忠孝街籌建香港聖公會屬下的第33間中學。新校舍原擬名為「牧愛中學」；承蒙蔡世器慷慨捐助建校經費，以紀念其先翁蔡功譜。故取名「聖公會蔡功譜中學」。由吳繩武牧師出任首任校監。學校於1982年9月初因入校紙未能如期簽發，曾借用聖公會基心小學開課和牧愛堂舉辦第一屆開學禮，至9月中始順利返回現址上課。開辦時只有中一級八班，學生僅320人，另教師12人及實驗室技術員1人。在1983年3月30日，該校舉行獻校開幕感恩崇拜，並邀請鄺廣傑主教主禮及由蔡世器主持「蔡功譜先生紀念像」揭幕儀式。而首批學生則於1987年首次參加香港中學會考。同年9月，學校增設香港大學預科班，分文組及理組，於1989年首次參加香港高級程度會考。
吳繩武牧師於1985年9月因赴海外深造離任，由聖公會西九龍教區榮休主教蘇以葆牧師接任校監。直至2002年，蘇以葆辭任校董會成員及校監二職。由香港聖公會東九龍教區委任校董會成員林昍接任校監。及至2019年，林昍辭任校監一職，仍保留校董會成員職位，由校董會成員植頌匡獲委任接任校監至今。委任校長方面，創校校長曾陳穗華於1992年8月31日榮休，由黎李群娣女士接任校長職務。及後於2014年30週年校慶期間，時任校長黎李群娣女士榮休，並由當時於協恩中學任職的梁少儀女士接任校長職務。由於梁少儀校長於2016年9月1日起轉往協恩中學擔任校長，校長一職改由聖公會聖三一堂中學的林玉琪女士接任。
聖公會蔡功譜中學創校時為一所英文中學。但在1998年配合教育署母語教學計劃推行而轉型為中文中學。該校自2010年起把新學制部分科目改以英文作為教學語言。因應學校發展關係，教育署於1996年將蔡功譜中學納入為「第一期學校改善計劃」的名單之中；除了在學校停車場加建新翼大樓，亦可以增設學生活動中心、教員休息室、輔導室以及會議室。同時校內的課室與大部分特別教室皆提供空調設備。
在2011年，學校改革社制，取消棕社，並將棕社學生編排至其他社別。同年配合教育局的「自願優化班級結構計劃」，在該年度減收一班中一學生。其後在2014年, 四社易名為仁、愛、忠、誠，且首次舉辦校友銀禧日。

## 學校校舍
- 該校樓高六層，共三幢教學樓；校園寬敞，面積八萬平方呎，設有小聖堂、環保飯堂、音樂室、健身角、禮堂、學生活動中心、操場 (兩個籃球場)、晴雨場、有蓋停車場、有機種植區、小食部、英語多媒體學習室、校園電視台、標準課室二十七間、特別室十五間，以及小組教學室五間。
- 共設兩間電腦室及一間「MAKER SPACE」，所有課室並設電腦、LCD投射器、實物投影器；校園鋪設WIFI網絡，方便師生使用流動裝置進行學習活動；並設「校園電視台」，訓練學生成為校園記者，廣播活動及推廣校內資訊；透過Parent Apps及學生內聯網，發放學生通告、重要資訊及查閱記錄。本校設有校園電視台及多媒體製作室，加強訓練同學的兩文三語和各種共通能力的訓練。

## 校徽釋義
聖公會蔡功譜中學的校徽中有一個十字架，代表基督教精神。梅花圖案代表中華民族。「愛」、「忠」二字代表學校校訓「忠誠為主，仁愛待人」（Faithful to God and Charitable to Man）。整個校徽的詮釋便是「主愛中華」。

## 課外及聯課活動
該校舉辦的課外活動約有60項，計有學術、服務、體育、藝術、興趣及宗教等活動。每名學生最少參加一項活動。學生亦會參與社區服務，制服隊伍有深資童軍團、童軍和紅十字會青年團。其餘服務小組有少年警訊、公益少年團、忠愛大使小組、電視媒體製作服務組、環保大使訓練團及圖書館小組等。在課餘時間，學生亦可參加由專業導師教授的管樂團、銀樂隊、敲擊樂小組、口風琴小組、無伴奏合唱小組、手鈴隊、舞蹈班和空手道班等。校內的「少年警訊銀樂隊」則由蔡功譜中學於2007至2008學年與九龍城區少年警訊合辦而成。

## 學生會及服務組織
聖公會蔡功譜中學學生會前身為五社聯會，各參選學生必須是同一社別。後來學生會於1998年成立，取代五社聯會，由高中部學生自組內閣，及不需要同一社別組成的內閣，經由全校學生一人一票選舉出來。每一年度的學生會主席，均可獲學校於禮堂刻上姓名於板上。在領袖生方面，蔡功譜中學領袖生的職級分為3種，總領袖生（3名）、副總領袖生（6名）及領袖生。在2010年起，「領袖生組長」一職易名為「副總領袖生」。每一年度的總領袖生，其姓名均會獲刻在禮堂的名錄上。至於四社，蔡功譜中學現時設立「仁」、「愛」、「忠」、「誠」四個學社。初校創時原為五社制度，即「紅」、「黃」、「藍」、「綠」、「棕」。卻由於校方改革社制，決定由2011年9月開始實行四社制度。自2014年9月起，四社易名為「仁」、「愛」、「忠」、「誠」，並加設各社的象徵動物，分別為羊、牛、鴿子和驢。另外，學校其他的校園組織還包括香港紅十字會青年團第179團、香港童軍總會九龍地域何文田區九龍第30旅、聖公會蔡功譜中學舊生會（2008年進行重組，但不向社團註冊處註冊。）。

## 著名/傑出校友
- 曾燕紅：香港首位成功登上珠穆朗瑪峰的女性[13]
- 何永基︰香港大學生物醫學學院副教授，澳洲青年科學家獎得主[13]
- 姚子裕︰2014年香港十大傑出設計師得主[13]
- 黃啟銘：香港跳繩代表隊成員、花式跳繩世界紀錄保持者之一[13]
- 吳少明：順德聯誼總會梁潔華幼稚園校長[14]

## 鄰近
- 紅磡警署
- 香港都會大學
- 香港培正中學
- 醫療輔助隊總部
- 香港足球總會會所
- 香港房屋委員會本部大樓
- 何文田廣場
- 佛光街體育館
- 何文田政府合署
- 土木工程拓展署大樓